# هشام بن عبد الملك
 أبُو الوَليد هِشَام بن عَبد المَلِك بن مُروان بن الحَكَم بن أبي العاص الأُمَويُّ القُرَشيُّ (71 - 125 هـ / 691 - 743 م) كان عاشر خلفاء بني أمية (حكم: 105-125 هـ/724-743 م)، في عهده بلغت الدولة الإسلامية أقصى اتساعها، حارب البيزنطيين واستولت جيوشه على ناربونه وبلغت أبواب بواتيه (فرنسا) حيث وقعت معركة بلاط الشهداء.

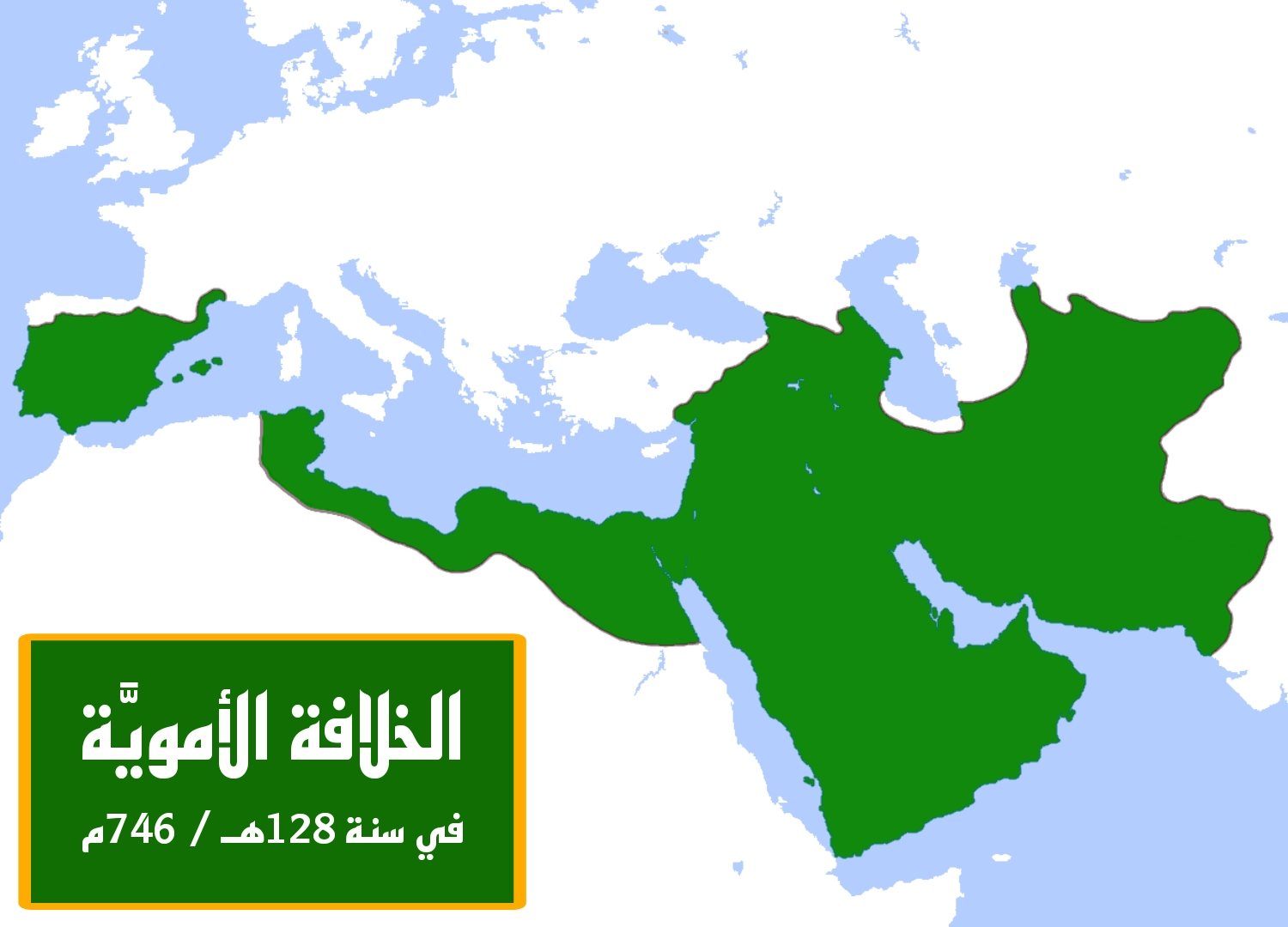
خريطة الخلافة الأمويَّة عقب ثورة البربر (122-125هـ / 739-743م) التي ظهرت في عهد الخليفة هشام بن عبد الملك ونجحت في الاستقلال بالمغربان الأوسط والأقصى.

ولد في دمشق. بويع للخلافة بعد وفاة أخيه يزيد عام 723م . وتزايدت في عهده العصبية القبلية بين المضرية واليمانية، واشتعلت فتن وثورات عديدة في أنحاء الدولة: ثورة الخوارج والشيعة في الكوفة (بقيادة زيد بن علي بن الحسين)، والبربر في المغرب؛ وكذلك اضطربت الفتن في بلاد ما وراء النهر.

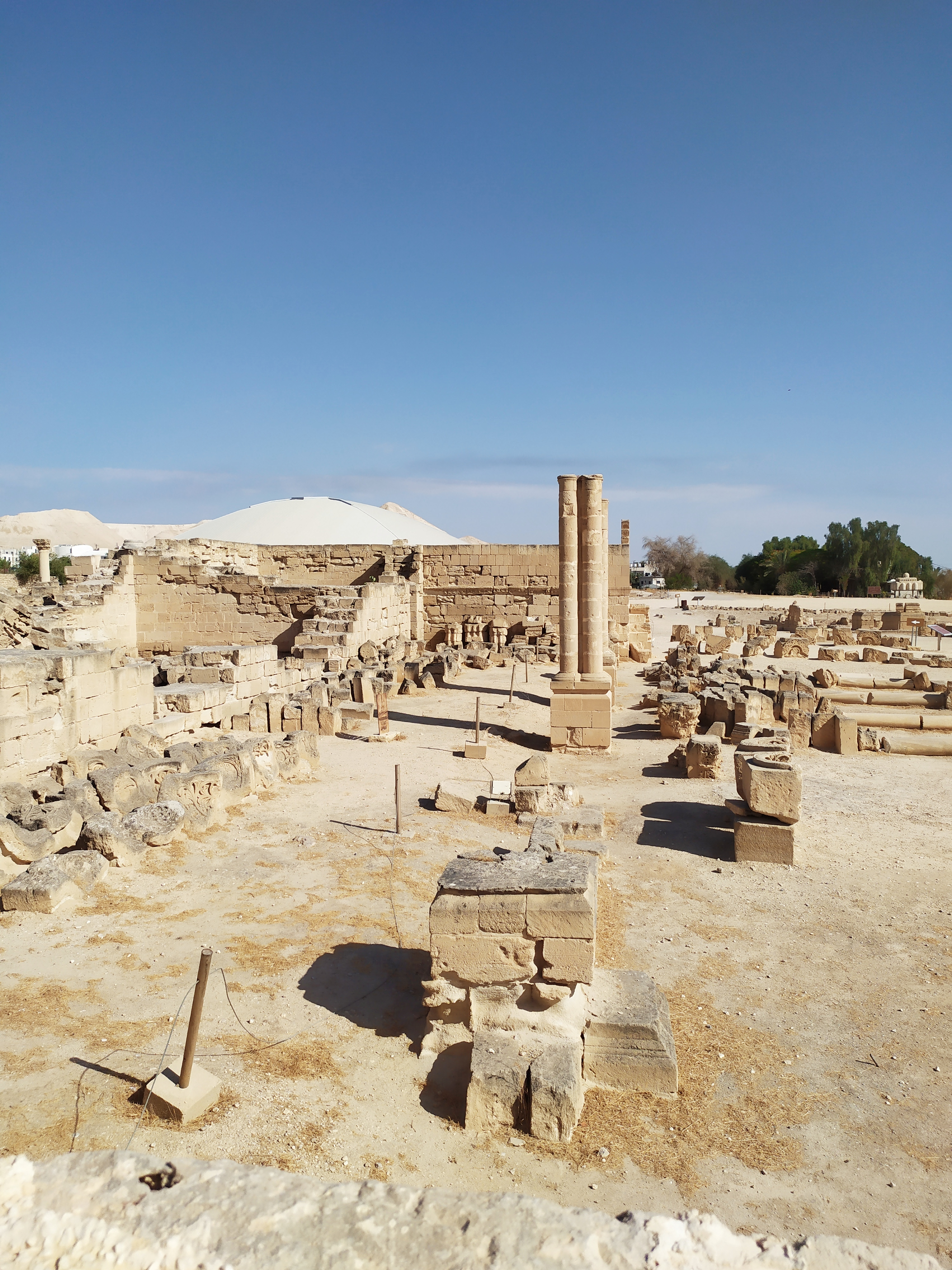
قصر هشام بن عبد الملك في مدينة أريحا بفلسطين

في عهده صار للدولة الأموية، إضافة للعاصمة الدائمة ومقر الخلافة دمشق، عاصمة صيفية وهي مدينة الرصافة على نهر الفرات بسوريا تسمى رصافة هشام عرفت بأنها جنات وبساتين مصغرة عن بساتين دمشق. اهتم هشام بن عبد الملك بتنظيم الدواوين، وعمل على رعاية العلم والثقافة، وترجمت في عهده الكثير من المؤلفات. عمل على إصلاح الزراعة فجفف المستنقعات وزاد مساحة الأراضي المزروعة على ضفاف الأنهار وفي أرجاء الدولة. واهتم بالتوسعات، وحقق العديد من الانتصارات على الروم وفي جنوبي بحر الخزر. تميز عهده بسيادة الأمان في بلاد الشام وأرجاء البلاد الإسلامية. توفي بالرصافة، ويعتبر آخر الخلفاء الأمويين الأقوياء.

## نسبه
- هو: هشام بن عبد الملك بن مروان بن الحكم بن أبي العاص بن أمية بن عبد شمس بن عبد مناف بن قصي بن كلاب بن مرة بن كعب بن لؤي بن غالب بن فهر بن مالك بن النضر بن كنانة بن خزيمة بن مدركة بن إلياس بن مضر بن نزار بن معد بن عدنان.
- أمه: أم هشام بنت هشام بن إسماعيل بن هشام بن الوليد بن المغيرة بن عبد الله بن عمرو بن مخزوم بن يقظة بن مرة بن كعب بن لؤي بن غالب بن فهر بن مالك بن النضر بن كنانة بن خزيمة بن مدركة بن إلياس بن مضر بن نزار بن معد بن عدنان.[3]

## خلافته
بويع له بالخلافة في سنة 105 هـ/724 م وكان عمره يوم استخلف 34 سنة وأتته الخلافة وهو بالرصافة.

## أهم الأحداث في عهده

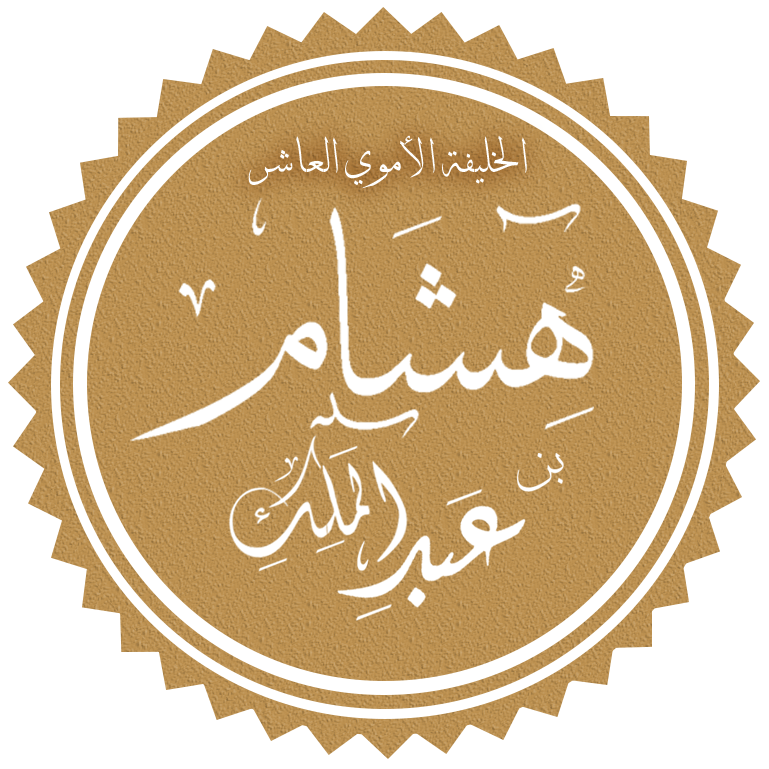
تخطيط اسم هشام بن عبد الملك بالخط العربي

- ثورة زيد بن علي: الذي اختلف المؤرخون في سبب خروجه فمنهم من يقول: «أن هشام احتقره في مجلس له» ومنهم من يقول: «إنه خرج بسبب ظلم يوسف بن عمر الثقفي» فخرج بعد أن ألح أهل الكوفة عليه أن يخرج وقد نصحه الكثيرون بعدم الخروج مذكرينه بما حدث لأجداده لكنه أبى إلا الخروج.ولما بلغ خبره يوسف بن عمر وهو بالحيرة تهيأ له.فلما ظفر به يوسف قتله وكان ذلك سنة 122 هـ.
- معركة بلاط الشهداء: بعد أن توقفت الفتوح في أوروبا قليلا في عهد عمر بن عبد العزيز ويزيد بن عبد الملك تقدم العرب لإستكمال فتوحاته بقيادة عبد الرحمن الغافقي الذي ألحق هزائم كبيرة بالنصارى الإفرنج وتابع عبد الرحمن انتصاراته إلى أن وصل إلى بواتييه وهناك اصطدم بشارل مارتل وحدثت معركة بلاط الشهداء التي انهزم فيها المسلمون والتي استشهد فيها عبد الرحمن لتكون بذلك آخر الحملات الإسلامية لفتح أوروبا الغربية.
- ثورة البربر: عندما وصل الخبر إلى هشام بن عبد الملك بهزيمة العساكر الأموية بالمغرب، استنهض عبيد الله بن الحبحاب وكتب إليه يستقدمه وولاه على أفريقية سنة 123هـ كلثوم بن عياض القشيري وعلى مقدمته بلج بن بشر القشيري، فأساء إلى أهل القيروان فشكوا إلى حبيب بن أبي عبيدة وهو بتلمسان مواقف للبربر فكتب إلى كلثوم بن عياض ينهاه ويتهدده، فاعتذر وأغضى له عنها ثم سار واستخلف على القيروان عبد الرحمن بن عقبة ومر على طريق سبيبة وانتهى إلى تلمسان ولقي حبيب بن أبي عبيدة واقتتلا ثم اتفقا ورجعا معا وزحف البربر إليهم على وادي طنجة وهو وادي سوا؛ فانهزم بلج في الطلائع وانتهوا إلى كلثوم فانكشف واشتد القتال، وقتل كلثوم وحبيب بن أبي عبيدة وكثير من الجند، وتحيز أهل الشام إلى سبتة مع بلج بن بشر، فحاصرهم البربر وأرسلوا إلى عبد الملك بن قطن الفهري أمير الأندلس في أن يجيزوا إليه فأجابهم إلى ذلك بشرط أن يقيموا سنة واحدة، وأخذ رهنهم على ذلك وانقضت السنة وطالبهم بالشرط فقتلوه وملك بلج الأندلس.

## أهم إنجازاته
- أعاد الجراح بن عبد الله الحكمي لولاية بلاد ما وراء النهر وأقره عليها بعد ما كثرت الاضطرابات عام 111 هـ/729 م، فتصدى الجراح للخارجين عن دولة الخلافة من الترك والخزريين وغيرهم، وحارب في معركة حامية الوطيس في بلاد داغستان حيث حاربهم عند مضيق الدربند (باب الأبواب)، واستدرجهم إلى صحراء ورثان، وصمد فيها الجراح مع أصحابه وأدت في النهاية إلى استشهاده، وعندما وصل الخبر إلى الخليفة بمقتله واستشهاده، أمر بتسيير جيش بقيادة سعيد بن عمرو الحرشي وأرسل إلى الأمراء الأجناد بمساندة هذا الجيش وأناط بأخيه مسلمة بن عبد الملك قيادة هذا الجيش، وكان في هذا الجيش آخر خلفاء بني أمية مروان بن محمد، وكان من كبار المجاهدين؛ فما إن وصل هذا الجيش إلى هناك حتى دك قلاع الخزريين واللان والأتراك وغيرهم، وضم البلاد إلى دار الخلافة الإسلامية، وغزا مسلمة بن عبد الملك الترك حتى بلغ مدينة باب الأبواب وهي ميناء كبير على بحر الخزر ومدينة كبيرة محصنة، من ناحية أذربيجان. ومنذ ذلك التاريخ لم تصل الدولة الإسلامية إلى أكبر من هذه المساحة في الاتساع الجغرافي، من الصين شرقا إلى الأطلسي غربا، وكانت عاصمتها دمشق.
- شجع العلماء، واهتم بالبناء واشتهر عهده بنظام العمارة الأموي. أرسى الأمن في أرجاء الدولة، وفتح العديد من البلدان وأرسل الرسل ونشر الإسلام في بلاد ما وراء النهر والهند والسند وغيرها من البلدان، وعمل على تطوير الزراعة ونظام الري. اهتم بالترجمة وساند العلماء والفقهاء وجلب المفكرين والعلماء إلى دمشق، وأنشأ المكتبات والمطابع ودور العلم، وكانت دمشق في عهده منارة للعلم والحضارة.

## أولاده
له من الأولاد:
- معاوية بن هشام بن عبد الملك بن مروان، أُمّه أم ولد (جارية)، وقيل أمه هي أُم حكيم بنت يحيى بن الحكم بن أبي العاصي بن أُمية، وهو والد الأمير عبد الرحمن الداخل المُلقب بِصقر قريش مؤسس الدولة الأموية في الأندلس، توفي معاوية في حياة والده عام 119 هـ، له 13 ابناً من الذكور.
- أبو الغمر سليمان بن هشام بن عبد الملك بن مروان، أُمّه أُم حكيم بنت يحيى بن الحكم بن أبي العاصي بن أُمية، قائد عسكري، قتله الخليفة العباسي الأول أبو العباس السفاح عندما حرضه على ذلك شاعر أعجمي.
- مَسَلمَة بن هشام بن عبد الملك بن مروان، أُمّه أُم حكيم بنت يحيى بن الحكم بن أبي العاصي بن أُمية.
- يزيد بن هشام بن عبد الملك بن مروان، أُمّه أُم حكيم بنت يحيى بن الحكم بن أبي العاصي بن أُمية.
- محمّد بن هشام بن عبد الملك بن مروان، أُمّه أُم حكيم بنت يحيى بن الحكم بن أبي العاصي بن أُمية.
- يحيى بن هشام بن عبد الملك بن مروان.
- عبد الله بن هشام بن عبد الملك بن مروان، أُمّه عبدة بنت عبد الله بن الخليفة يزيد بن الصحابي والخليفة معاوية بن أبي سفيان الأموية.
- مروان بن هشام بن عبد الملك بن مروان، أُمّه أم عثمان بنت سعيد بن خالد بن عمرو بن الصحابي والخليفة عثمان بن عفان.
- يحيى الأصغر بن هشام بن عبد الملك بن مروان.
- عبد الله الأصغر بن هشام بن عبد الملك بن مروان.
- سعيد بن هشام بن عبد الملك بن مروان، شقيق معاوية أي من ذات الأم.
- عبد الرحمن بن هشام بن عبد الملك بن مروان.
- عُثمان بن هشام بن عبد الملك بن مروان.
- قُريش بن هشام بن عبد الملك بن مروان.
- خَلَف بن هشام بن عبد الملك بن مروان.
- الوليد بن هشام بن عبد الملك بن مروان.
- عبيد الله بن هشام بن عبد الملك بن مروان.
- عبد الملك بن هشام بن عبد الملك بن مروان.
- أم هشام بنت هشام بن عبد الملك بن مروان، تزوجها ابن عمها أمير المؤمنين يزيد بن الوليد بن عبد الملك ولكنه لم يدخل بها، فتزوجها بعده ابن أخيه عبد الملك بن عبد العزيز بن الوليد بن عبد الملك، ثُمّ تزوجها عبد الله بن الخليفة مروان بن محمد بن مروان بن الحكم.
- أمّ سَلَمَة بنت هشام بن عبد الملك بن مروان، تزوجها ابن عمها عبد العزيز بن الحجاج بن عبد الملك بن مروان.
- عائشة بنت هشام بن عبد الملك بن مروان، تزوجها عبيد الله بن الخليفة مروان بن محمد بن مروان بن الحكم.

## هشام بن عبد الملك في السينما والتلفاز
ظهرت شخصية هشام بن عبد الملك بن مروان في مسلسلات منها:
- 1997: مسلسل أبو حنيفة النعمان عن سيرة الإمام أبو حنيفة النعمان من بطولة محمود ياسين وسميرة عبد العزيز وإخراج حسام الدين مصطفى وقام بدور هشام بن عبد الملك الممثل سامي طموم.
- 2002: مسلسل صقر قريش عن سيرة الأمير الأموي عبد الرحمن الداخل من بطولة جمال سليمان وسلاف فواخرجي وإخراج حاتم علي وقام بدور هشام بن عبد الملك الممثل خالد تاجا
- 2003: مسلسل فارس بني مروان  عن سيرة القائد المسلم مسلمة بن عبد الملك من بطولة نضال نجم ونادين سلامة وإخراج نجدت إسماعيل أنزور وقام بدور هشام بن عبد الملك الممثل بسام داود.
- 2008: مسلسل أبو جعفر المنصور  عن سيرة الخليفة العباسي أبو جعفر المنصور من بطولة عباس النوري وناريمان عبد الكريم وإخراج شوقي الماجري وقام بدور هشام بن عبد الملك الممثل جهاد الأندري.
- 2012 : مسلسل إمام الفقهاء عن سيرة الإمام جعفر الصادق، وقام بدور هشام بن عبد الملك الممثل أيمن زيدان.[4]

## روابط خارجية
- أهم الأحداث في حياة هشام من موقع فهرس.نت

| قبلــه: يزيد بن عبد الملك | الخلافة الأموية 724 - 743 | بعــده: الوليد بن يزيد |